# Sebastian Castro-Tello
Sebastian Castro-Tello (* 14. März 1987 in Stockholm) ist ein schwedischer ehemaliger Fußballspieler. Der Mittelfeldspieler, der für mehrere schwedische Jugendauswahlen auflief, spielte lange Jahre für Hammarby IF im schwedischen Profifußball.

## Werdegang
Castro-Tello begann als Achtjähriger mit dem Fußballspielen bei Norsborgs IF, zog aber schnell weiter zu Essinge IK. Dort wurde sein Talent von den Verantwortlichen von Hammarby IF entdeckt und nach zwei Spielzeiten wechselte er 1998 in die Jugendabteilung des Traditionsvereins. 2003 wurde er in den Kader von Hammarby Talang FF, dem Farmteam von HIF, übernommen, um im unterklassigen Amateurbereich Spielerfahrung zu sammeln.
Zur Spielzeit 2006 kehrte Castro-Tello zu Hammarby IF in die Allsvenskan zurück. Dort unterschrieb er einen langjährigen Vertrag bis 2009, kam aber zunächst nur bei der Reservemannschaft zum Einsatz. Am 17. Juli 2006 kam er schließlich beim 2:0-Heimerfolg gegen Östers IF im heimischen Söderstadion zu seinem Erstligadebüt, als er in der 85. Spielminute für den Brasilianer Paulinho Guará eingewechselt wurde. Im weiteren Saisonverlauf gehörte er zwar weiterhin zum Kader der Wettkampfmannschaft, kam aber nur zu drei weiteren Kurzeinsätzen als Einwechselspieler. Im November des Jahres gelang ihm im Rahmen der Royal League beim Spiel gegen den dänischen Vertreter Brøndby IF sein erstes Pflichtspieltor für HIF.
Unter dem neu verpflichteten Trainer Tony Gustavsson fand Castro-Tello sich zu Beginn der folgenden Spielzeit in der Startelf wieder. Im Auftaktmatch gegen GAIS gelang ihm beim 1:1-Unentschieden in der 10. Spielminute mit dem zwischenzeitlichen Führungstreffer sein erstes Ligator. Dennoch konnte er sich nicht langfristig einen Stammplatz erspielen und fand sich bald auf der Ersatzbank wieder. Dennoch wurde er von Tommy Söderberg in die schwedische U-21-Auswahl berufen und kam am 5. Juni 2007 zu seinem Debüt im Jersey der Nachwuchsnationalmannschaft, als sich diese 0:0-Unentschieden von der Schweizer Juniorennationalmannschaft trennte. Im Sommer kam er zudem für HIF in der zweiten Qualifikationsrunde zum UEFA-Pokal 2007/08 zum Einsatz und erzielte beim 2:1-Hinspielerfolg gegen Fredrikstad FK das Tor zum zwischenzeitlichen 2:0. Nachdem Sebastián Eguren im Rückspiel in der letzten Spielminute per Elfmeter zum 1:1 egalisieren konnte, erreichte die Mannschaft Castro-Tellos die 1. Hauptrunde, wo sie am portugiesischen Klub Sporting Braga nach einem 2:1-Heimerfolg durch eine 0:4-Auswärtsschlappe scheiterte. Während er in der U21-Auswahl nahezu bei jedem Spiel auf dem Platz stand, wankte er in der Allsvenskan zwischen Startelf und Ersatzbank und kam letztlich zu 16 Saisonspielen, in denen ihm vier Torerfolge gelangen.
Auch in seinem dritten Jahr in der Allsvenskan konnte sich Castro-Tello nicht endgültig einen Stammplatz erspielen. Mehrere Verletzungen bremsten den Mittelfeldspieler im Saisonverlauf immer wieder aus. Dennoch kam er wie im Vorjahr erneut zu 16 Erstligaeinsätzen. In der Spielzeit 2009 gelang ihm der Durchbruch, als er sich als Stammspieler an der Seite von Igor Armaș, Christian Traoré und Fredrik Söderström festspielen konnte und in 24 Saisonspielen in der Startelf stand. Dennoch reichte es nicht zum Klassenerhalt, er blieb dem Verein jedoch in der zweitklassigen Superettan treu. Obwohl er acht Tore erzielte und sein Vereinskamerad Linus Hallenius sich mit 18 Saisontoren zum Torschützenkönig der Zweitliga-Spielzeit 2010 krönte, verpasste die Mannschaft den direkten Wiederaufstieg. In den folgenden Jahren war er nur noch teilweise Stammspieler. Im Oktober 2012 kamen insbesondere aufgrund seiner laxen Einstellung Gerüchte um eine Trennung auf, letztlich blieb er jedoch der Mannschaft von Trainer Gregg Berhalter erhalten.
Im August 2013 wurde er dann aber doch in die erste aserbaidschanische Liga zu Ravan Buka verliehen. Eigentlich hatte er in Spanien spielen wollen, aber UD Las Palmas rief erst an, als er schon in Aserbaidschan unterschrieben hatte. Nachdem Castro-Tello in den ersten neun Saisonspielen für Ravan Buka auf dem Platz stand, kehrte er Ende 2013 nach Hammarby zurück. Von hier wechselt er im Januar 2014 zum schwedischen Zweitligisten Degerfors IF. Hier schoss er bis zum April 2015 sieben Tore in 27 Ligaspielen. In den Jahren 2015 bis 2016 spielte er in Schweden bei Nacka FF und Arameiska/Syrianska Botkyrka IF in niedrigeren Ligen. Im April 2016 beendete er seine Karriere als Fußballspieler.